# Kremlologi

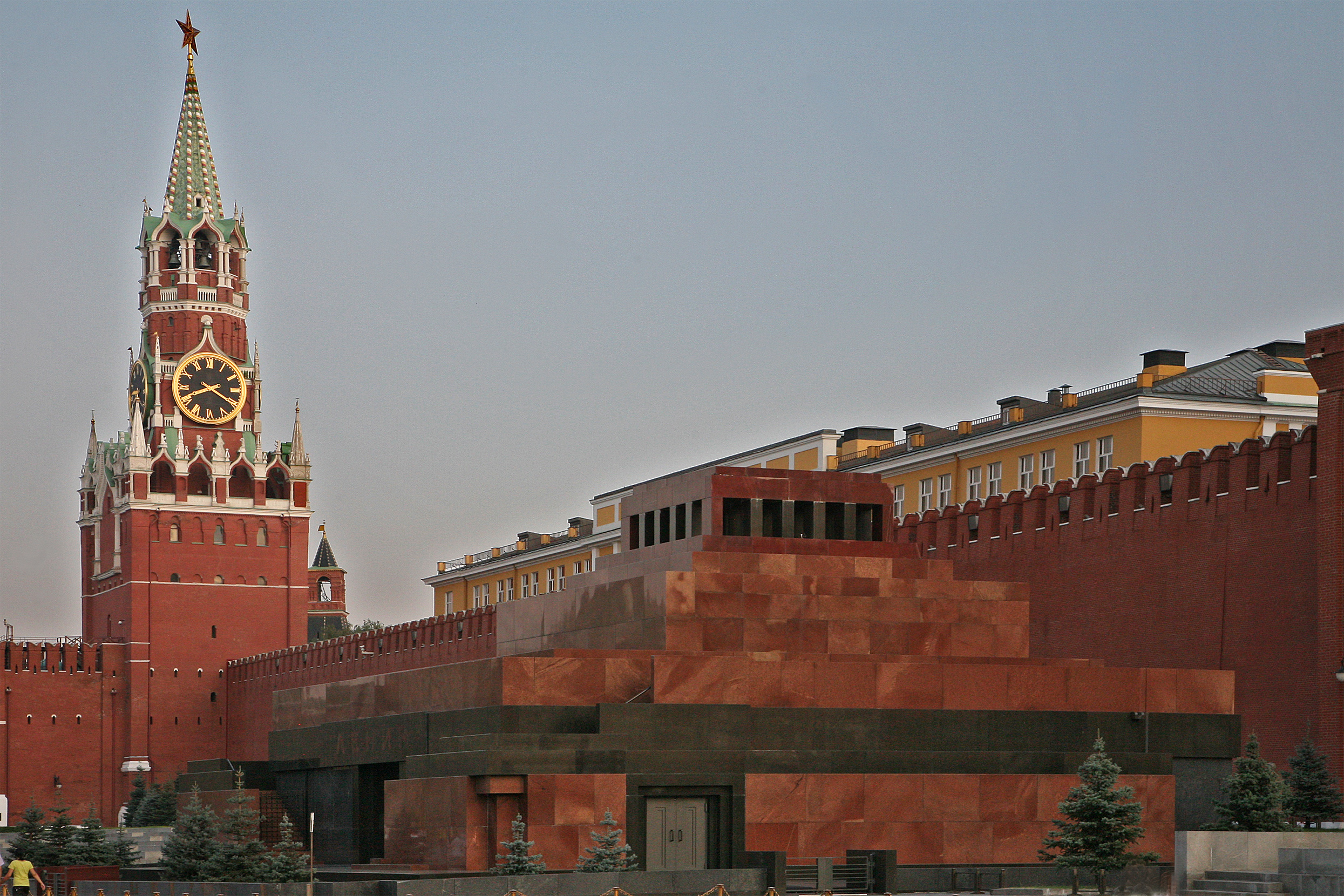
Leninmausoleet vid Röda torget i Kreml med Spasskajatornet i bakgrunden.

Kremlologi, konsten att utifrån ett tunt underlag gissa sig till vad som pågick i de innersta politiska kretsarna i Sovjetunionens ledning i form av politiska beslut eller maktstrider. Uttrycket har också använts om studiet av rysk elitpolitik efter Sovjetunionens fall, och för liknande spekulationer rörande länder där insynen i det politiska maskineriet är liten, till exempel Kina och Nordkorea. Det används även vardagligt i en överförd betydelse, då det gäller att gissa sig till vad en regering, företagsledning, styrelse eller ledningsgrupp tycker eller kommer att göra.

## Bakgrund
Ordet är uppkallat efter Kreml, den borg i centrala Moskva där den politiska ledningen höll till. En av metoderna var att studera i vilken ordning politikerna stod på Leninmausoleet på de revolutionära märkesdagarna på Röda torget.
Eftersom många politiska skeenden i Sovjetunionen förblev hemliga, eller avslöjades först långt efter det att de inträffat, var utomstående bedömare tvungna att – med varierande resultat – försöka ”läsa mellan raderna” och gissa sig till vart den politiska vinden blåste.
Kremlologi baserades vanligen på indicier som vilka ledare som omnämndes i tidningar och i vilken ordning dessa nämndes, vilka ledare som närvarade vid offentliga möten (första maj-parader, etc.) och i vilken ordning de stod uppställda, hur stolsplaceringar varierade, vilka ledares porträtt som fanns till salu, om några historiska foton retuscherades, vilka politiska slagord som dök upp eller försvann, etc.
Ett exempel på tillämpad kremlologi från det kulturrevolutionära Kina var att det första, och länge enda, tecknet på att Mao Zedongs högra hand Lin Biao fallit i onåd (och dött i fallet) var att Maos lilla röda, som bar Lins förord, drogs tillbaka från samtliga bokhandlar och ersattes med en ny, helt utan några referenser till den formelle redaktören, Lin Biao.